# 第105飛行隊 (イスラエル空軍)
イスラエル空軍 第105飛行隊（105 Squadron） は、イスラエル航空宇宙軍で2番目に戦闘機を運用した飛行隊である。別名としてスコーピオン・スコードロン（The Scorpion Squadron）とも呼ばれる。

## 歴史
第105飛行隊は第一次中東戦争後の1950年8月に、第101飛行隊を補佐する戦闘機飛行隊としてヘルツリーヤ基地で編成された。編成時の装備機は15機程度のスピットファイアMk.IXで、これは同じ頃に第101飛行隊にも配備されていた。1951年になるとスウェーデンから輸入されたP-51D マスタングの追加配備が行われた。1952年後半には、主にスピットファイアを使用した写真偵察任務を行う飛行隊となっていた。1954年になると、前年に編成されたばかりの第107飛行隊が一旦解散したため、第107飛行隊のスピットファイアMk.IXも第105飛行隊に移管され運用される事となった。1956年2月になると、イスラエル空軍からのスピットファイアの退役に伴い第105飛行隊も一旦活動停止した。
数ヵ月後の1956年6月1日、第105飛行隊はP-51Dマスタングを運用する飛行隊としてラマト・ダヴィド空軍基地で再編成された。その後9月には一旦予備役扱いとなったが、10月に発生した第二次中東戦争では緒戦の近接航空支援任務に参加した。11月後半に第105飛行隊は再び解散し、保有していた残りのP-51Dは第116飛行隊に移管された。
1958年12月、イスラエル空軍にフランスから輸入された最初のシュペルミステールB2が導入され、第105飛行隊はシュペルミステールB2を装備した飛行隊としてハツォール空軍基地に再編成された。1963年にはシュペルミステールの追加配備が行われた。
1967年の第三次中東戦争の時点ではシュペルミステールはやや時代遅れであったが、第105飛行隊は16機の敵航空機を撃墜し、この内2機はシリア空軍のMiG-21であった。一方、第105飛行隊の損失は9機であった。
第105飛行隊は公式には36機のシュペルミステールを装備していたとされているが、実際にはそれより配備数が多い状態もしばしばあった。というのは、1960年から67年にかけ、イスラエルは総計約60機のフランス空軍所属のシュペルミステールB2のオーバーホールを請け負っていたが、これらの機体がフランスに返却される前に、しばしば無許可でイスラエル空軍の作戦に使用されていた事によるものである。また興味深い事に、第105飛行隊の部隊マークは、フランス空軍でシュペルミステールを運用していた飛行隊の部隊マーキングに非常によく似ていた。
第三次中東戦争の後、第105飛行隊のシュペルミステールB2は対地攻撃用途に転用されるようになったが、当時としてはエンジンの燃費が悪くあまり有用な装備ではなかった。この問題に対し、シュペルミステールのエンジンをA-4スカイホークと同じJ52-P-8Aエンジンに換装する改修が考案され、1969年から1973年にかけて計26機のシュペルミステールB2のエンジンが換装された。これらの改修機は第105飛行隊によって第四次中東戦争での対地攻撃任務に実戦投入された。第四次中東戦争時点においては22機のシュペルミステールが運用可能な状態で、この戦争で6機が失われた。第105飛行隊は第四次中東戦争後、少数のネシェルを運用したとされるが、シュペルミステールB2も引き続き1975年まで装備されていた。
1975年3月に、第105飛行隊の装備機種はF-4E"クルナス"に更新され、イスラエル空軍でこの機種を運用する5番目の、そして最後の飛行隊となった。1982年のガリラヤの平和作戦では第105飛行隊のF-4Eがシリア空軍のMiG-21を撃墜し、これは第105飛行隊のF-4Eの唯一の撃墜記録であると同時にイスラエル空軍におけるF-4Eの最後の撃墜記録となった。
1991年になると、第105飛行隊の装備機種はF-16C Block40 "Barak"およびF-16D Block40 "Brakeet"に更新された。その後、2004年の終わりから2005年にかけて第105飛行隊のF-16Cは同じハツォール空軍基地所属の第101飛行隊に移管され、同時に第101飛行隊のF-16Dが第105飛行隊に移管された。これにより第105飛行隊の装備機種はF-16D Block40に統一され、第101飛行隊の装備機種はF-16C Block40に統一された。
2009年に行われたイスラエル空軍の空中戦訓練"Skewer"においては、第105飛行隊が優勝を飾った。